# Restrepo
Restrepo – miasto w Kolumbii, w departamencie Meta.